# Mosebeck
Mosebeck is een plaats in de Duitse gemeente Detmold, deelstaat Noordrijn-Westfalen, en telt 479 inwoners (2006).